# Замошица Канашовская
Замошица Канашовская — деревня в Невельском районе Псковской области России. Входит в состав Усть-Долысской волости.

## География
Расположена в южной части области, в обезлесеной местности возле озера Озерецкое, примерно в 4 км по прямой на восток от деревни Демешково.

## История
В 1941—1944 гг. местность находилась под фашистской оккупацией войсками Гитлеровской Германии. Здесь в 1943—1944 гг. проходили ожесточённые бои, в том числе Невельской наступательной операции.
Стрелок-радист танка Т-34 328-го танкового батальона 118-й отдельной танковой бригады (3-я ударная армия, 2-й Прибалтийский фронт) сержант В. С. Чернышенко (1925—1997), Герой Советского Союза (1944), отличился в боях за освобождение Псковской области. Участвуя 7 декабря 1943 года в штурме деревни Замошица, в составе экипажа уничтожил одно орудие, два пулемёта, три миномёта и до 40 солдат и офицеров противника. В наградном листе командир 328-го танкового батальона капитан Джимиев указал, что Чернышенко «действовал смело и мужественно». Награждён орденом Красной Звезды (22 декабря 1943).

## Население
| 2001 | 2002 | 2010 |
| ---- | ---- | ---- |
| 9    | →9   | ↘8   |

Согласно результатам переписи 2002 года, в национальной структуре населения русские составляли 89 % от общей численности населения в 9 чел..

## Инфраструктура
У северо-восточной окраины деревни находится братская могила.

## Транспорт
Деревня доступна по просёлочной дороге.